# Serock (Koejavië-Pommeren)
Serock Pomorski is een plaats in het Poolse district  Świecki, woiwodschap Koejavië-Pommeren. De plaats maakt deel uit van de gemeente Pruszcz en telt 1000 inwoners.

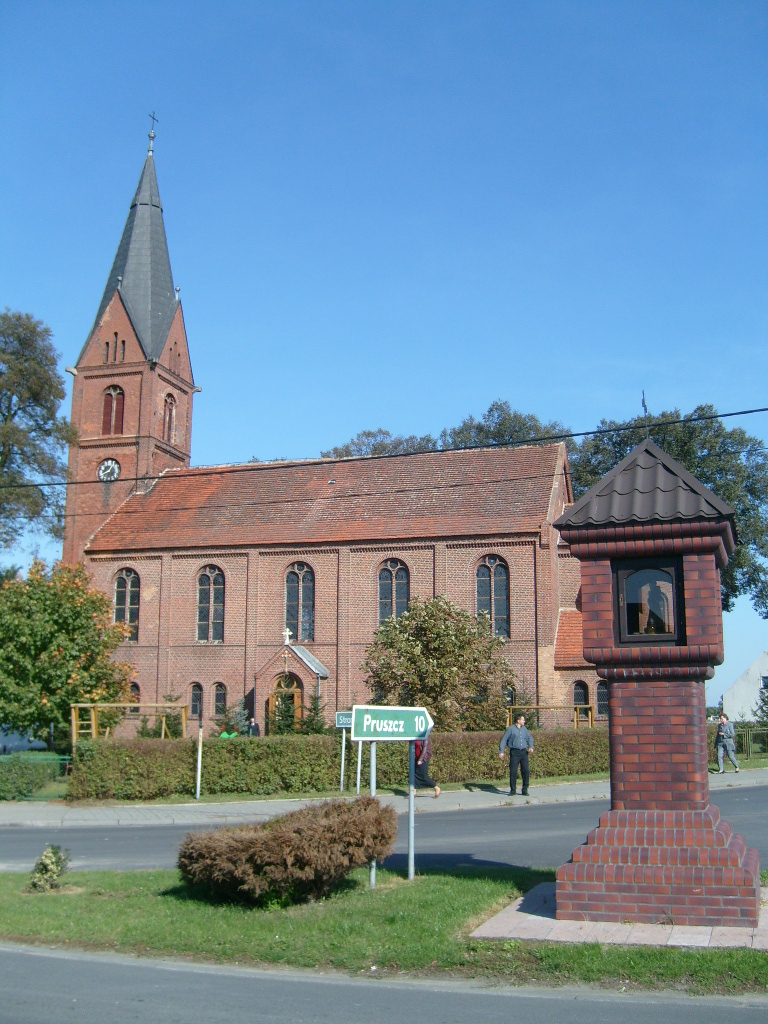
Kerk